# Inmigración española en Uruguay
La inmigración española en Uruguay se refiere al movimiento migratorio de individuos originarios de España hacia territorio uruguayo, el cual ha sido uno de los más numerosos que recibió el país. Los españoles comenzaron a llegar en la época colonial, y junto a los italianos moldearon la cultura y la sociedad uruguaya. De acuerdo a estimaciones, entre el 70% y 80% de los uruguayos posee ascendencia española, en diferentes grados.
La masiva inmigración española determinó el acervo genético y cultural de la población uruguaya, y jugó un papel clave en la consolidación del Estado-nación. Dado que este flujo migratorio se extendió hasta la década de 1960, una considerable parte de la población uruguaya posee la nacionalidad española.

## Historia

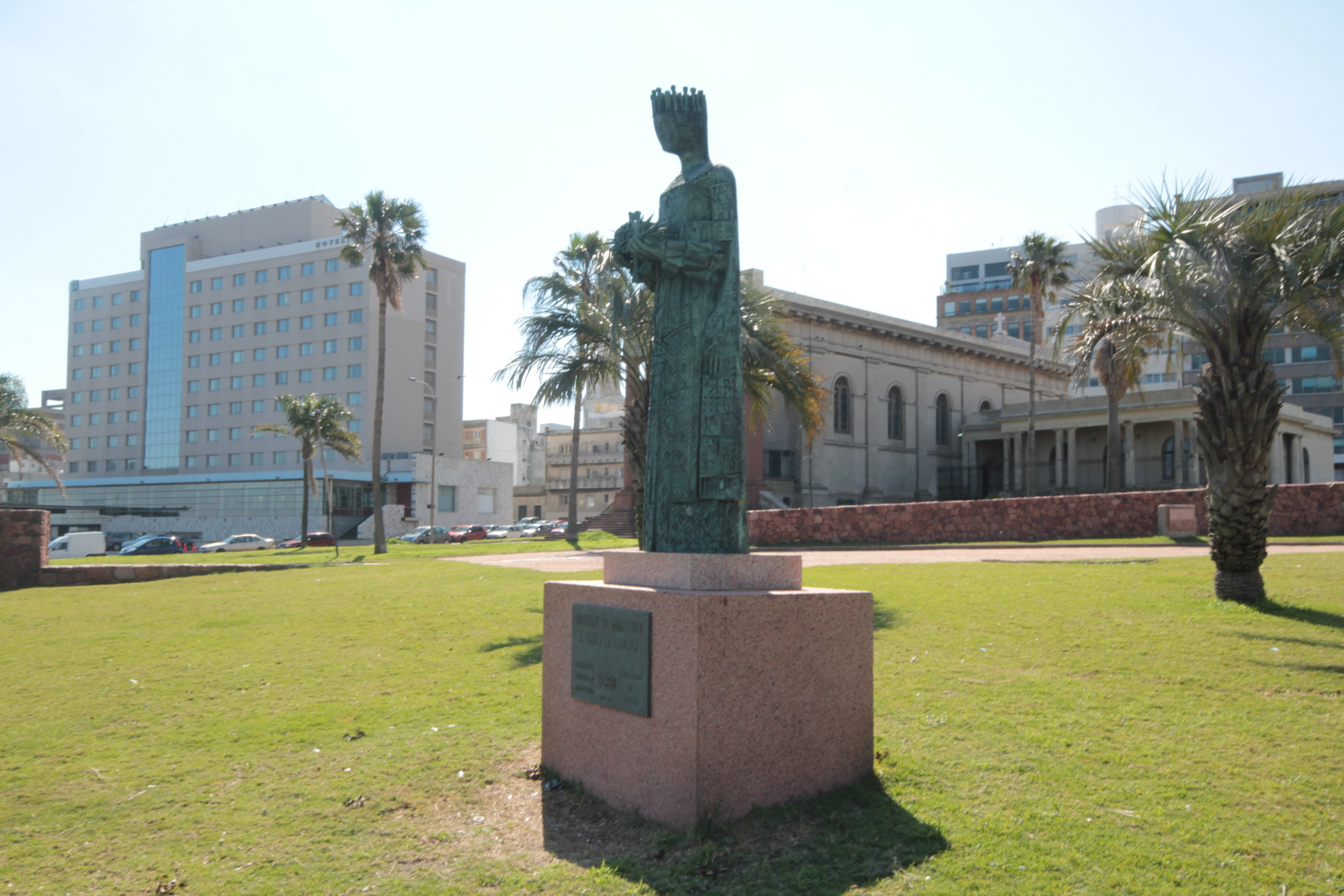
Estatua de Isabel I de Castilla en la Plaza España de Montevideo

La presencia de españoles en el territorio del actual Uruguay comenzó en el siglo XVI, con la expedición de Juan Díaz de Solís, que en 1516, fue el primer europeo en llegar al Río de la Plata. Dado que la Banda Oriental fue colonizada de manera tardía, no fue sino hasta 1611 cuando Hernando Arias de Saavedra introdujo la ganadería en la región, lo que propició un creciente desarrollo económico y un aumento de las disputas entre los imperios de Portugal y España. Para asegurar su control sobre la zona —ante la fundación de Colonia del Sacramento por los portugueses— en 1725, el Consejo de Indias con aprobación del rey Felipe V autorizó el envío de 25 familias de las Islas Canarias, que se embarcaron el 9 de agosto de 1726 y arribaron el 19 de noviembre, participando en la fundación de Montevideo, encabezada por el vasco Bruno Mauricio de Zabala.
En 1811 la mayoría de los colonos europeos y criollos eran de origen español, y se encargaban de la administración, los asuntos religiosos, gubernamentales y comerciales. En los años posteriores al establecimiento de Uruguay como un Estado independiente, los españoles constituyeron el mayor grupo de inmigrantes que llegó al país. Solo entre 1835 y 1845, aproximadamente 12.700 españoles se establecieron en Uruguay, que por entonces tenía menos de 100.000 habitantes. A su llegada se dedicaban a la agricultura y a la industria del saladero, y en su mayoría, provenían de las Islas Canarias, Galicia, el País Vasco y Cataluña. 

En la década de 1850, la comunidad hispano-uruguaya ya tenía una presencia significativa, lo que propició la fundación de la Asociación Española de Socorros Mutuos, con inspiración en el mutualismo europeo. Años más tarde se inauguró el Hospital Español, originariamente concebido como un asilo, y ubicado en el barrio montevideano de Reducto, que junto a los barrios vecinos, era un área en la que predominaban las familias de obreros y trabajadores inmigrantes. De acuerdo al censo de 1860, el 23.8% de los extranjeros en Uruguay era de origen español; más de la mitad de ellos provenía de las regiones de Galicia y Asturias.

La zona residencial de Reus al Norte, tradicional barrio judío de Montevideo, fue construida por el español Emilio Reus como una opción de vivienda accesible para inmigrantes.

La llegada de un gran número de inmigrantes españoles durante la gran oleada migratoria transatlántica que atravesó Uruguay impulsó significativamente su crecimiento demográfico y el desarrollo de numerosas localidades en todo el país. Para 1908, la comunidad española representaba el 30% de la población extranjera residente en Uruguay. A finales del siglo XVI e inicios del siglo XX, debido a la prosperidad económica y cultural que vivía Uruguay, en España se lo promovía como un destino propicio para «hacer las Américas», ofreciendo la oportunidad de prosperar y forjar un futuro.
La inmigración hacia Uruguay se mantuvo durante las primeras décadas del siglo XX, aumentando tras el inicio de la guerra civil española y la posterior dictadura de Francisco Franco. En ese entonces, Uruguay era conocido como la «Suiza de América», gracias a su alta calidad de vida, su notable nivel cultural y estabilidad política, impulsados por una sólida situación económica. Entre 1946 y 1958, se establecieron en el país 37.043 inmigrantes españoles, muchos de los cuales provenían de las zonas rurales —principalmente de Galicia—, en busca de mejores condiciones de vida. En 2008, residían en Uruguay 41.034 españoles.

## Comunidades españolas en Uruguay
Los españoles que se establecieron en Uruguay procedían de diversas partes del territorio hispánico, especialmente de las Islas Canarias, Galicia, el País Vasco y Cataluña.

### Canarios
Los primeros canarios que llegaron a Uruguay se establecieron en Montevideo para fundar y poblar la región a través de dos oleadas  migratorias: La primera oleada llegó a la ciudad el 19 de noviembre de 1726 cuando 25 familias canarias llegaron a Montevideo. Estas primeras familias canarias se organizaron rápidamente para sobrevivir en el área y dieron origen a las primeras autoridades civiles de la ciudad. Ellos también les dieron nombres a las carreteras y a los accidentes geográficos de Montevideo.
El segundo grupo de canarios llegó a la ciudad el 27 de marzo de 1729 y estuvo formado por 30 familias, a las cuales se les unirían varias familias más, procedentes de Buenos Aires.
Más tarde, en 1808, el comerciante canario Francisco Aguilar y Leal, afincado en Lanzarote, envió una expedición de 200 personas de las islas orientales de Canarias a Montevideo, recuperando así la emigración canaria a Uruguay e impulsando una emigración cuantitativamente superior en tamaño a la de la primera mitad del siglo XVIII. A partir de este momento, miles de canarios (en su mayoría de Lanzarote y Fuerteventura) emigraron a Uruguay, asentándose en el país americano a lo largo del siglo XIX y, en menor medida, en la primera mitad del XX. Así, durante el siglo XIX, más de 10 000 canarios se establecieron en Uruguay, la mayoría de ellos de las islas orientales, dejando despoblado a más de la mitad de la isla de Lanzarote (si bien, la mayoría de ellos, en torno a las 8.200 personas, emigraron a Uruguay concretamente entre 1835 y 1845, lo que constituyó el 17% de todos los inmigrantes y el 65% de los españoles). Sin embargo, a finales del siglo XIX, sólo 5.749 canarios se quedaron permanentemente en Uruguay. Durante este siglo, los canarios poblaron o se instalaron en nuevos lugares de Uruguay: A saber, Maldonado, Canelones, Colonia, San José y Soriano. 
Durante el siglo XX llegaron también algunos grupos de canarios a Uruguay, provenientes también principalmente de las islas orientales. Aunque las cifras concretas del número de emigrantes canarios llegados a Uruguay durante este periodo no son conocidas, el número de emigrantes canarios no debe haber sido muy grande, aunque sí lo suficiente como para constituir asociaciones específicas de los canarios. Actualmente, los canarios y sus descendientes se encuentran dispersos por todo el Uruguay.

### Catalanes
Junto con los canarios, los catalanes han sido uno de los grupos migratorios más numerosos en Uruguay, siendo su influencia y contribución de gran notoriedad. La familia Batlle, oriundos de Sitges, fueron destacados políticos y presidentes. Lorenzo Batlle, hijo de padres catalanes, fue el padre del presidente José Batlle y Ordóñez y antepasado de los también presidentes Luis Batlle Berres y Jorge Batlle, todos ellos del partido político tradicional liberal, el Partido Colorado. José Batlle y Ordóñez separó la iglesia del Estado, aprobó el sufragio femenino y estableció una jornada laboral de ocho horas.

### Gallegos
La llegada significativa de gallegos a Uruguay comenzó en la década de 1830, tras la el establecimiento del país en un Estado independiente y el aumento de la inmigración europea, convirtiéndose en uno de los grupos españoles más numerosos. Su llegada se mantuvo constante a lo largo del siglo XIX, configurando el 60.5% de los inmigrantes españoles en Uruguay, en el período 1860-1890. En su mayoría eran procedentes de las zonas rurales de Galicia, y a su llegada, se dedicaron a actividades económicas modestas, como oficios manuales.
En 1879, con el objetivo de preservar y difundir sus costumbres y tradiciones, la comunidad fundó el Centro Gallego de Montevideo, que fue la primera institución gallega del mundo. Asimismo, estableció en 1917, la Casa de Galicia, una institución basada en el mutualismo europeo.

### Vascos
La presencia vasca en Uruguay se remonta a la época colonial y ha sido constante a lo largo de su historia. El fundador de Montevideo, Bruno Mauricio de Zabala era oriundo de Durango. La primera gran oleada migratoria de vascos al país se produjo en la década de 1820, en la que llegaron aproximadamente 15.000 vascos originarios, en su mayoría, del País Vasco francés.
Las principales causas de la afluencia de inmigrantes vascos al Uruguay en el siglo XIX, fueron las guerras carlistas en España, las crisis agrarias y la instauración del servicio militar obligatorio en Francia.Durante gran parte del siglo, una considerable parte de los inmigrantes vascos –que eran en su mayoría, campesinos pobres– llegaron en condiciones cercanas a la semi-esclavitud, debido principalmente a contratos abusivos que los forzaban a endeudarse para costear su pasaje, quedando posteriormente sujetos a sus empleadores. La mayoría de los vascos en Uruguay se empleó en oficios manuales en Montevideo, sin perjuicio de que muchos se asentaron en el interior del país, y se convirtieron en importantes hacendados.

## Instituciones
A medida que arribaban las numerosas oleadas de inmigrantes españolas, ellos fundaron diversas instituciones sociales y de servicios, tales como la Asociación Española de Socorros Mutuos (1853), el Hospital Español (1886), la Centro Asturiano-Casa de Asturias del Uruguay (1910), la Casal Català de Montevideo (1926), la Casa de Galicia (1917), el Patronato da Cultura Gallega (1964), la Associació Comunitat Valenciana de Montevideo (1990), y el Centro Cultural de España en Montevideo (2003).